# Горбун (рассказ)
«Горбун» (англ. The Adventure of the Crooked Man) — рассказ английского писателя Артура Конан Дойля о знаменитом сыщике Шерлоке Холмсе. Входит в сборник «Воспоминания Шерлока Холмса», опубликованный в 1893 году.

## Сюжет
Спустя несколько месяцев после женитьбы Ватсона, летом 1889 года к нему приходит Шерлок Холмс и повествует о своем расследовании загадочной смерти полковника Джеймса Барклея.
Несколько дней назад поздним вечером между полковником и его женой Нэнси произошла ссора. По словам горничной, супруги, которые до этого почти не ссорились, очень громко ругались в гостиной при закрытых дверях, и жена Барклея несколько раз назвала мужа трусом. Внезапно раздался страшный крик полковника и грохот. Слуги проникли в гостиную и обнаружили там тело Барклея с разбитой головой и выражением неописуемого ужаса на лице, а его жена была без сознания. Исследовавший место трагедии Холмс обнаружил на портьере отпечатки лап неизвестного животного, которое не смог идентифицировать.
Детально расспросив всех свидетелей, Холмс выяснил, что незадолго до ссоры Нэнси Барклей, возвращаясь с подругой из церкви, неожиданно встретила некоего отвратительного вида горбуна, пообщавшись с которым, пришла в сильное волнение. Горбун был в ярости.
Холмс предлагает Ватсону посетить этого горбуна, чтобы всё выяснить. Во время визита детектив и его спутник узнали, что этот человек по имени Генри Вуд — бывший военный, который много лет назад в Индии служил вместе с полковником Барклеем. Оба мужчины были влюблены в тогда ещё незамужнюю девушку Нэнси, но Барклей избавился от соперника, выдав его неприятелю во время очередного бунта в Индии. Бунтовщики изуродовали Вуда пытками, превратив его в калеку-горбуна.
После возвращения в Англию Вуд встречает свою бывшую возлюбленную и открывает ей ужасную правду. Во время ссоры Барклея с женой Вуд, прятавшийся за портьерой, внезапно показывается перед ними. Полковник потрясён, узнав человека, которого когда-то предал и обрёк, как думал, на верную гибель. Он умирает от удара, разбив при падении голову о каминную решетку.
А следы на портьере оставил принадлежащий Вуду дрессированный мангуст по кличке Тэдди. Хозяин постоянно носит зверька с собой, время от времени используя для показа всяческих трюков, которым обучил своего питомца.